# كحلان (تعز)
كحلان هي إحدى قرى الجمهورية اليمنية. تتبع جغرافيا لمحافظة تعز وإداريًا لمديرية صبر الموادم. يبلغ تعداد سكانها 1820 نسمة حسب الإحصاء الذي أجري عام 2004.تتكون القرية من سلسلة جبلية مرتفعة في نهاية جبل صبر من جهة الجنوب وتطل مباشرة على مدينة المسراخ المعروفة تاريخيا ….يتبعها مجموعة من الأودية اشهرهاوادي الحاج أو ما يسمى حمى العليا ووادي عرش الممتد إلى المسراخ